# Xã Eagle, Quận Sioux, Iowa
Xã Eagle (tiếng Anh: Eagle Township) là một xã thuộc quận Sioux, tiểu bang Iowa, Hoa Kỳ. Năm 2010, dân số của xã này là 283 người.